# Papuapiplärka
Papuapiplärka (Anthus gutturalis) är en fågel i familjen ärlor inom ordningen tättingar som förekommer på Nya Guinea.

## Utseende och läte
Papuapiplärkan har brun ovansida, med svag streckning på rygg och hjässa. Vingpennorna är mörka med ljusa kanter. Undersidan är gräddfärgad till ljusbeige. På huvudet syns ett brett ljust ögonbrynsstreck. Arten liknar australisk piplärka, men papuapiplärkan är större, hittas på högre höjder och har unikt beigefärgad undersida och ostreckat bröst. Sången är fyllig och varierad, med en rad visslade toner som avges innan den växlar över till en ny serie med annan tonhöjd eller ton, ibland stigande eller fallande.

## Utbredning och systematik
Papuapiplärka förekommer på Nya Guinea och delas in i tre underarter med följande utbredning:
- Anthus gutturalis wollastoni – väst-centrala Nya Guinea
- Anthus gutturalis rhododendri – öst-centrala Nya Guinea och Huonhalvön
- Anthus gutturalis gutturalis – sydöstra Nya Guinea

Underarten rhododendri inkluderas ofta i wollastoni.

## Levnadssätt
Papuapiplärkan hittas i högalpina gräsmarker. Den föredrar kort gräs med buskar intill.

## Status
Arten har ett relativt begränsat utbredningsområde, men beståndet anses vara stabilt. IUCN kategoriserar arten som livskraftig.